# VirusTotal
VirusTotal is een gratis te gebruiken antiviruswebsite die scant met 60 tot 90 verschillende antivirusdistributies. Het is naast het scannen van een website ook mogelijk om bestanden over te dragen met een maximale grootte van 64 megabytes via de website of maximaal 32 megabytes per e-mail.
In 2007 was VirusTotal geselecteerd voor de top honderd beste producten door PC World.
Op 7 september 2012 werd VirusTotal gekocht door Google Inc.

## Browserextensies
VirusTotal heeft extensies voor de browsers Mozilla Firefox (bijgenaamd als VTzilla), Google Chrome (bijgenaamd als VTchromizer) en Internet Explorer (bijgenaamd als VTexplorer).